# Vannoz
Vannoz là một xã trong vùng hành chính Franche-Comté, thuộc tỉnh Jura, quận Lons-le-Saunier, tổng Champagnole. Tọa độ địa lý của xã là 46° 46' vĩ độ bắc, 05° 55' kinh độ đông. Vannoz nằm trên độ cao trung bình là 593 mét trên mực nước biển, có điểm thấp nhất là 565 mét và điểm cao nhất là 800 mét. Xã có diện tích 5.75 km², dân số vào thời điểm 2004 là 203 người; mật độ dân số là 35 người/km².

## Thông tin nhân khẩu
| 1962 | 1968 | 1975 | 1982 | 1990 | 1999 |
| ---- | ---- | ---- | ---- | ---- | ---- |
| 150  | 174  | 191  | 204  | 195  | 218  |

## Địa điểm tham quan
Nhà thờ trong làng được xây trong thế kỉ thứ 19.